# Retrato de una dama (El Greco)
El Retrato de una dama es una pintura atribuida a Doménikos Theotocópuli —el Greco—  que actualmente forma parte de la colección del Museo de Arte de Filadelfia.

## Peculiaridades y atribución de la obra
Se trata de una obra sumamente atípica en el repertorio del Greco por varios motivos:
- Es uno de los escasos retratos femeninos de este pintor (4 o 5 a lo sumo, dos de ellos son miniaturas);
- Es una de las escasas pinturas sobre tabla de la etapa española del Greco.
- Es el único retrato del Greco realizado en óleo sobre tabla.

Todo ello ha llevado a varios expertos a dudar de la autoría de esta obra. Camón Aznar cree que podría ser obra de Domingos Vieira. Sin embargo, otros estudiosos, como Claude Phillips —quien describe como "inquietante" esta figura— la atribuyen al Greco y su autenticidad es reafirmada en el catálogo de John G. Johnson y en el catálogo razonado de Harold Wethey.

## Análisis de la obra

### Datos técnicos y registrales
- Museo de Arte de Filadelfia, Accession number: cat.808;[5]
- Pintura al óleo sobre tabla;
- Dimensiones: 40 x 32 cm, según Wethey (39.7 × 32.1 cm, según el museo);
- Datación: ca. 1577-1580;
- Consta en el catálogo de Wethey con el n º.146, y Tiziana Frati lo cita con la referencia 39.[6]

### Descripción de la obra
La dama, cuya figura destaca sobre un fondo muy oscuro, lleva un velo transparente con una cinta negra en los bordes y un pañuelo rosa pálido en el cuello, ajustado a un corpiño negro.
El hecho de que esté realizada sobre tabla explica en parte el aspecto vidrioso del modelado. El rojo vivo de las mejillas del personaje aparece en otros retratos del Greco, como en el retrato de un caballero de la Casa de Leiva, y el velo colocado en alto también se encuentra en otras figuras femeninas del pintor, como en la María de la izquierda en El expolio.
Cossío destaca en esta obra las formas alargadas, la intensidad de la mirada, la sensación de congoja, la mantilla blanca y — sobre todo—  la sobriedad y viveza de la pincelada con la que está pintada.

## Procedencia
- Golfín, Valladolid;
- Benigno de la Vega-Inclán, Toledo;
- John G. Johnson (Filadelfia);
- Museo de Arte de Filadelfia; John G. Johnson Collection, 1917.[8]